# Hylaeus sinensis
Hylaeus sinensis là một loài Hymenoptera trong họ Colletidae. Loài này được Dathe mô tả khoa học năm 2005.